# بئر طمطم (بئر طم طم)
بئر طمطم هي إحدى مشيخات المملكة المغربية، تتبع جغرافيا لإقليم صفرو وإداريًا لبئر طم طم. يقدر عدد سكانها بـ 6425 نسمة حسب الإحصاء الرسمي للسكان والسكنى لسنة 2004.